# 詩人会議
詩人会議（しじんかいぎ）は、1962年に発足した「詩の創造と普及を軸にすえた民主的な詩運動」を標榜する詩人集団である。月刊詩誌『詩人会議』を刊行するほか、全国各地に40以上の詩人会議グループを擁し、それぞれのグループ誌を展開、朗読会その他のイベントを行なっている。毎年、すぐれた詩集（もしくは評論集」）に与えられる壺井繁治賞及び公募による新人賞（詩、評論部門）を設営している。

## 沿革
1962年7月、壺井繁治、坂井徳三、大島博光、門倉詇、浅尾忠男、赤木三郎の発起人により<「詩人会議」発刊の主旨>を発表。その冒頭に「私たちは詩的実践による詩と現実の変革をめざします」とあるように、詩人の社会参加を強く意識したものであった。1963年12月に月刊詩誌『詩人会議』創刊号が刊行された。1965年4月の第四回総会で「詩人会議規約」を採択し、それまでの同人制から全国会員制に移行（1975年には会友・特別会友制度を導入）した。「詩人会議規約」はその後1981年5月に改正されて現在に到っているが、その前文は「詩人会議は、詩の創造と普及を軸にすえた民主的な詩運動の集団です。わたしたちは、創造上の傾向や方法のちがいをこえ、平和と進歩、民主主義を志向する共通の立場にたって、運動をすすめます」とうたっている。二年に一度の総会で全国の運営委員を選出し、その中から関東圏在住の常任運営運営委員を互選し、詩誌刊行はじめさまざまな活動に当たっている。

## 詩人会議の運動
結成以来積極的に社会問題に取り組み、ベトナム戦争反対、原水爆全面禁止、金芝河即時釈放要求、小選挙区制反対、自衛隊の海外派兵反対など、時代が求めるテーマに詩作で応えるとともに、声明・アピールの採択や詩のパンフレット発行などの活動も継続してきている。近年は会員だけに限らず、会外の詩人との共同を重視する傾向にある。そうした中から『反核平和詩集』（1986年新日本出版社）、臨時増刊号『日本国憲法とともに』（2000年）、『戦争を拒む』（2016年）などが制作された。
同会は歴史の節目ごとに、会員アンソロジーを刊行。15周年には『明日へのはばたき』（1979年）、20周年には詩と資料『詩人会議の20年』（1982年）、25周年には『人間の声たかく』（1988年）、30周年には『21世紀へのメッセージ』（1992年）、40周年には『時代を拓く』（2002年）、50周年には『人と人をつなぐ』(2012)、60周年には『ことばの力によって』（2024年）のほか、2012年には『戦争を拒む』、1988年に『壺井繁治全集』全6巻（青磁社）を編纂したほか、『詩人会議』臨時増刊号では、『黒田三郎特集』（1989年）、『日本国憲法とともに』（2000年）、入門書『詩作案内』（1997年）も刊行。
また、日常的な活動としては機関誌『詩人会議』の合評を行なう読者会を毎月一回夕方よりなっているほか、朗読会「声を上げよう！」や、自作詩を持ち寄り合評し合う「詩作2025（数字は年を示す）」も毎月一回、午後に行っている。

## 歴代委員長
1965年の会員制移行時に、それまで会代表であった壺井繁治が初代運営委員長に就任。壺井の75年9月死去に伴い片羽登呂平が運営委員長代行を務めたのち、1977年（第11回総会）黒田三郎が就任。黒田の80年1月死去を受けて1981年（第13回総会）で城侑が就任。以後1987年（第16回総会）浅尾忠男、1991年（第18回総会）土井大助、2005年（第25回総会）小森香子、2007年（第26回総会）秋村宏、2011年（第28回総会）佐藤文夫、2013年（第29回総会）南浜伊作、2015年（第30回総会）小森香子､2017年（第31回総会）青木みつお、2019年（第32回総会）三浦健治、2024年（第34回総会）清野裕子が就任している。

## 特別会友
詩人会議は特別会友制度を設けており、有力詩人や他ジャンルながら詩に理解のある方々の協力と支援を得ている。2022年9月時点でのメンバーは次のとおり。
- アーサー・ビナード
- 有馬敲
- 伊奈かっぺい
- 大崎二郎
- 金子勝
- 小森陽一
- 嶋岡晨
- 杉谷昭人
- 中上哲夫
- 中原道夫

## 壺井繁治賞
- 第1回詩人会議賞（1973年） 村上国治『村上国治詩集』
- 第2回詩人会議賞（1974年） 佐藤文夫詩集『ブルースマーチ』
- 第3回詩人会議賞（1975年） 城侑詩集『豚と胃と腸の料理』
- 第4回詩人会議賞（1976年） 津布久晃司詩集『生きている原点』 、三田洋詩集『回漕船』
- 第5回詩人会議賞（1977年） 滝いく子詩集『あなたがおおきくなったとき』(この年から賞の呼称を変更）
- 第6回壺井繁治賞（1978年)  鳴海英吉詩集『ナホトカ集結地にて』
- 第7回壺井繁治賞（1979年） 浅井薫詩集『越境』
- 第8回壺井繁治賞（1980年） 宮崎清評論集『詩人の抵抗と青春ー槇村浩ノート』 、 上手宰詩集『星の火事』
- 第9回壺井繁治賞（1981年） 仁井甫詩集『門衛の顔』、瀬野とし詩集『なみだみち』
- 第10回壺井繁治賞（1982年） 中正敏詩集『ザウルスの車』 、小田切敬子詩集『流木』
- 第11回壺井繁治賞（1983年） 大崎二郎詩集『走り者』
- 第12回壺井繁治賞（1984年） 近野十志夫詩集『野生の戦列』、佐藤栄作詩集『白い雲と鉄条網』
- 第13回壺井繁治賞（1985年） 草野信子詩集『冬の動物園』
- 第14回壺井繁治賞（1986年） 赤山勇詩集『アウシュビッツトレイン』、坪井宗康詩集『その時のために』
- 第15回壺井繁治賞（1987年） 芝憲子エッセイ集『沖縄の反核イモ』、くにさだきみ詩集『ミッドウェーのラブホテル』
- 第16回壺井繁治賞（1988年） 斎藤林太郎詩集『斎藤林太郎詩集』
- 第17回壺井繁治賞（1989年） みもとけいこ詩集『花を抱く』
- 第18回壺井繁治賞（1990年） 筧慎二詩集『ビルマ戦記』
- 第19回壺井繁治賞（1991年） 片羽登呂平詩集『片羽登呂平詩集』
- 第20回壺井繁治賞（1992年） 鈴木文子詩集『女にさよなら』
- 第21回壺井繁治賞（1993年） 津森太郎詩集『食えない魚』
- 第22回壺井繁治賞（1994年） 柴田三吉詩集『さかさの木』
- 第23回壺井繁治賞（1995年） 金井廣詩集『人間でよかった』
- 第24回壺井繁治賞（1996年） 返田満詩集『盆地の空』
- 第25回壺井繁治賞（1997年） 茂山忠茂詩集『不安定な車輪』
- 第26回壺井繁治賞（1998年） 彼末れい子詩集『指さす人』、稲木信夫評論集『詩人中野鈴子の生涯』
- 第27回壺井繁治賞（1999年） 佐々木洋一詩集『キムラ』 、遠山信男評論集『詩の暗誦について』
- 第28回壺井繁治賞（2000年） 葵生川玲詩集『はじめての空』
- 第29回壺井繁治賞（2001年） 市川清『記憶の遠近法』
- 第30回壺井繁治賞（2002年） 伊藤真司詩集『切断荷重』
- 第31回壺井繁治賞（2003年） 中山秋夫詩集『囲みの中の歳月』
- 第32回壺井繁治賞（2004年） 猪野睦詩集『ノモンハン桜』
- 第33回壺井繁治賞（2005年） 真栄田義功詩集『方言札』
- 第34回壺井繁治賞（2006年） 杉本一男詩集『消せない坑への道』
- 第35回壺井繁治賞（2007年） 久保田穣詩集『サン・ジュアンの木』
- 第36回壺井繁治賞（2008年） 杉谷昭人詩集『霊山 OYAMA』
- 第37回壺井繁治賞（2009年） 小森香子詩集『生きるとは』
- 第38回壺井繁治賞（2010年） 宇宿一成詩集『固い薔薇』
- 第39回壺井繁治賞（2011年） 清水マサ詩集『鬼火』、 草倉哲夫詩人論賞『幻の詩集西原正春の青春と詩』
- 第40回壺井繁治賞（2012年） 秋村宏詩集『生きものたち』
- 第41回壺井繁治賞（2013年） 照井良平詩集『ガレキのことばで語れ』
- 第42回壺井繁治賞（2014年） 熊井三郎詩集『誰かいますか』
- 第43回壺井繁治賞（2015年） おぎぜんた詩集『時を歩く人』
- 第44回壺井繁治賞（2016年） おおむらたかじ詩集『火をいれる』
- 第45回壺井繁治賞（2017年） 玉川侑香詩集『戦争を食らう』
- 第46回壺井繁治賞（2018年） 勝嶋啓太詩集『今夜はいつもより星が多いみたいだ』
- 第47回壺井繁治賞（2019年） 目次ゆきこ詩集『歩く』
- 第48回壺井繁治賞（2020年） 清野裕子詩集『賑やかな家』
- 第49回壺井繁治賞（2021年） 白根厚子詩集『母のすりばち』、永山絹枝著『魂の教育者　詩人近藤益雄』
- 第50回壷井繁治賞（2022年） うえじょう晶詩集『ハンタ』
- 第51回壷井繁治賞（2023年） 北村真詩集『朝の耳』
- 第52回壷井繁治賞（2024年） 田中茂二郎　美穂子詩画集詩集『世界は夜明けを待っている』
- 第53回壷井繁治賞（2025年） 木村孝夫詩集『持ち物』

## 詩人会議新人賞
- 第1回（1967年） 織田三乗「中ぶる自転車」
- 第2回（1968年） 該当作なし
- 第3回（1969年） 平石佳弘「廃しつ病床の愛の歌」
- 第4回（1970年） 沢田敏子「坂をのぼる女の話」
- 第5回（1971年） 該当作なし
- 第6回（1972年） 枕木一平「夜へ」、辛鐘生 「パンチョッパリのうた」
- 第7回（1973年） 該当作なし
- 第8回（1974年） うちだ優 「同居」
- 第9回（1975年） 上野邦彦 「虜因」
- 第10回（1976年） 上手宰「初期『荒地』の思想について」
- 第11回（1977年） 郷武夫「背広の坑夫」
- 第12回（1978年） 坂口直美「月経」
- 第13回（1979年） 該当作なし
- 第14回（1980年） 柴田三吉「登攀」
- 第15回（1981年） 該当作なし
- 第16回（1982年） 草野信子「旧国道にて」
- 第17回（1983年） 田口映「夕暮れ」、石原靖「金子光晴の戦時期桜本冨雄論への一考察」
- 第18回（1984年） 該当作なし
- 第19回（1985年） 藤森光男「板窓」
- 第20回（1986年） 該当作なし
- 第21回（1987年） 草間真一 「僕らの足」
- 第22回（1988年） 垣花恵子「予感」
- 第23回（1989年） 北村真 「風食」
- 第24回（1990年） 宮沢一 「寝台列車」
- 第25回（1991年） 該当作なし
- 第26回（1992年） 該当作なし
- 第27回（1993年） 該当作なし
- 第28回（1994年） 米澤壽浩 「水」
- 第29回（1995年） 山下わたる 「赤とんぼ」
- 第30回（1996年） 丸山乃理子「葦」
- 第31回（1997年） 市川賢司「シベリア・午後・十時」
- 第32回（1998年） 繭かなり「階段の途中で」、高村昌憲 「現代詩の社会性 アラン再考」
- 第33回（1999年） 柳瀬和美 「終章」
- 第34回（2000年） 高鶴礼子 「セミパラチンクスの少年」
- 第35回（2001年） 明本美貴「明小華」、ゆきゆき亭こやん「日本語と押韻」
- 第36回（2002年） 宇宿一成「若い看護婦の肖像」
- 第37回（2003年） 木目夏「植民地的息」
- 第38回（2004年） 美和澪「つづれさせ こおろぎ」
- 第39回（2005年） 浅田杏子「蟹」
- 第40回（2006年） おぎぜんた「ノー！」
- 第41回（2007年） 加藤万知「サカナ」
- 第42回（2008年） 鮮一孝「竹の声を聴く」
- 第43回（2009年） 高典子「献水」
- 第44回（2010年） 佐藤誠二「島においでよ」
- 第45回（2011年） 末永逸「とおいまひる」、田中茂二郎「有馬敲論 ことばの穴を掘りつづける」
- 第46回（2012年） 島田奈都子「むら」
- 第47回（2013年） 白石小瓶 「見とどける者」
- 第48回（2014年） 赤羽浩美「中川村図書館にて」
- 第49回（2015年） 大西はな 「深夜警備の夫を待つと」
- 第50回（2016年） 倉山幸一「蛇口」
- 第51回（2017年） 関根裕治「秋の匂い」
- 第52回（2018年） 野本篤美「女の子とおばあさん」、まちだりき「谷川俊太郎の絵本再考」
- 第53回（2019年） 広瀬心二郎「トヨばあ」
- 第54回（2020年） 戸田和樹「かくれてへんかー」
- 第55回（2021年） 吉岡幸一「名前」
- 第56回（2022年） 御供文範「役回り」、石橋直樹「パウル・ツェランのいない世界で―帰郷をめぐって」
- 第57回（2023年） 横山ゆみ「闇市カムバック」、水埜正彦「石垣りんと戦後民主主義」
- 第58回（2024年） あんの くるみ「追憶の八月」
- 第59回（2025年） 穂積一平「星のつまづき」